# روبين غوميز
روبين غوميز (بالإنجليزية: Rubén Gómez)‏ هو لاعب كرة قاعدة أمريكي، ولد في 13 يوليو 1927 في Arroyo, Puerto Rico ‏ في الولايات المتحدة، وتوفي في 26 يوليو 2004 في كارولينا، بورتوريكو في الولايات المتحدة.

## وصلات خارجية
- روبين غوميز على موقع دوري كرة القاعدة الرئيسي (الإنجليزية)
- روبين غوميز على موقعبيزبول رفرنس.كوم (الدوري الرئيسي) (الإنجليزية)
- روبين غوميز على موقعبيزبول رفرنس.كوم (الدوري الثانوي) (الإنجليزية)
- روبين غوميز على موقع إي إس بي إن.كوم (أم.أل.بي) (الإنجليزية)
- روبين غوميز على موقع مشجعي الرسوم البيانية (الإنجليزية)